# Magda Goebbels
Johanna Maria Magdalena Ritschel, coneguda com a Magda Goebbels (alemany: Johanna Maria Magdalena Goebbels)  (Berlín, 11 de novembre de 1901 - Führerbunker, 1 de maig de 1945), va ser la dona del ministre de propaganda de l'Alemanya nazi Joseph Goebbels.
Va ser coneguda amb el títol de primera dama del tercer Reich durant el dia de govern de Joseph Goebbels al capdavant de la cancelleria alemanya (1 de maig de 1945), després del suïcidi d'Adolf Hitler i Eva Braun. Provinent d'una bona família, va ser considerada sempre de l'alta societat alemanya. El 1921 es va casar amb un multimilionari anomenat Günther Quandt, amb qui va tenir un fill que es convertiria en un pilot de la Luftwaffe que va sobreviure a la guerra. L'any 1932, després de divorciar-se, es va casar amb Goebbels, amb qui va tenir sis fills. Va ser condecorada per Hitler com la millor mare del tercer reich, fins i tot la família que havia format al costat de Goebbels va ser considerada el model ideal de família ària nazi. El 1945, després de caure el règim nazi, va matar els seus sis fills i es va suïcidar juntament amb el seu marit.

## Infància i joventut
Magda va néixer el 1901 a Berlín, producte d'una relació il·legítima entre la seva mare i l'enginyer Oscar Ritschel, amb qui van acabar casant-se després del naixement de Magda. No obstant això, el 1904 els seus pares es van divorciar i Magda es va mudar amb la seva mare a Brussel·les, on la seva mare es va casar amb un jueu anomenat Richard Friedlander.
El 1914 la seva família va presenciar la presa de Bèlgica per les tropes alemanyes, motiu pel qual els Friedländers van deixar la seva fortuna a Brussel·les i van tornar a Berlín, on Magda va estudiar en un col·legi de secundària anomenat Kolmorgen. El 1920 es va casar amb Günther Quandt, multimilionari que va conèixer en una cabina de tren i amb qui va tenir un fill anomenat Harald Quandt. Günther Quant es va divorciar de Madge perquè probablement ella va mantenir un romanç amb un altre home d'origen rus. Per evitar problemes Magda va deixar a Quant la custòdia del seu únic fill i fins i tot els va retribuir amb una pensió.

## Període amb Goebbles

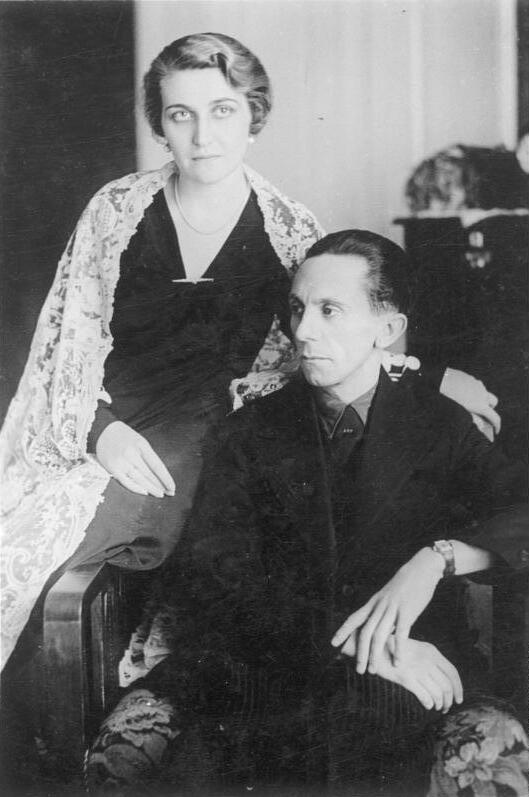
Magda Goebbels i el seu marit Joseph G.

El 1930, en un míting nazi, Madga conèixer Joseph Goebbels, més tard, l'1 de setembre del mateix any es va unir al partit nazi. El desembre Magda es va casar amb Joseph Goebbels, i en anys posteriors van tenir sis fills en el següent ordre: 
- Helga Susanne
- Hildegard "Hilde" Traudel
- Helmut Christian
- Holdine "Holde" Kathrin
- Hedwig "Hedda" Johanna
- Heidrun "Heide" Elisabeth

Els seus noms començaven amb la lletra "H" per commemorar el cognom del Führer. Goebbels va semblar haver-se obsessionat amb Magda, fins i tot va escriure al seu diari: "Vaig a deixar les dones i dedicar-me enterament a només una" referint-se a la seva esposa. La seva família va ser filmada, fotografiada i promocionada durant el règim com la família ideal ària. Van ser tots admiradors de Hitler, els nens inclosos en deien oncle.

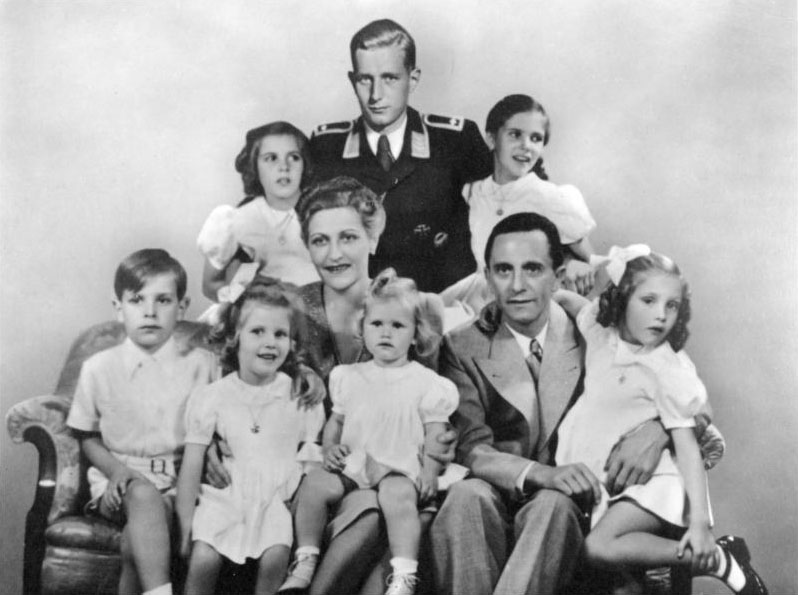
Familia de Magda

Madge va contractar una mainadera anomenada Petra Fohrman, que dècades més tard va escriure un llibre titulat Els fills del ministre del Reich, on confessa una profunda admiració cap a Magdalena Goebbels. Quan no estava amb el seu marit i Hitler a Berlín, Magda Goebbels passava moltes tardes i matins organitzant reunions de te amb generals i partidaris del partit nazi. Tot i ser considerats la família model nazi, Magda va haver de suportar reiteradament les infidelitats de Goebbels, en una ocasió el seu marit es va enamorar d'una actriu txeca anomenada Lida Baroova, amb qui tenia planejat anar a viure al Japó sent Goebbels l'ambaixador d'Alemanya i deixant el seu paper de ministre a un altre. Hitler li va ordenar de no fer-ho i Goebbels, fidel a la seva paraula, es va quedar a viure a Alemanya amb Magda.

## Assassinat dels seus fills i posterior suïcidi
El 22 d'abril de 1945, davant la imminent derrota total, Magda i els seus sis fills van anar al Führerbunker, on es trobava Goebbels. Aquests serien els seus últims dies de vida.
En el bunker, havien improvisat un dormitori amb 6 llits per als nens. Passaven la major part del temps jugant amb Eva Braun, Traudl Junge i alguns gossos com Blondi, el favorit de Hitler. Magda no passava gaire temps amb els seus fills durant la seva estada al búnker perquè es deprimia en estar amb ells. Se sap que Hitler els va oferir a ella i a la seva família un avió per a la seva fugida però tots dos cònjuges s'hi van negar. És sabut també que Albert Speer, ministre del Reich, que tenia una bona relació amb Magda, al moment d'anar a acomiadar-se del Führer li va oferir una llanxa per escapar-se, juntament amb els seus fills, per un dels rius que passen per Berlín, proposta que va ser rebutjada per aquesta. El 30 d'abril Magda havia pregat a Hitler que no es llevés la vida, però els seus intents van ser inútils. Finalment va decidir enverinar els seus fills i després suïcidar-se.
Quan Traudl Junge li va preguntar el perquè de la seva decisió, Magda Goebbels va respondre:
| « | És millor que els meus fills morin que visquin a la vergonya i l'oprobi. Els nostres fills no tenen lloc en una Alemanya com la que hi haurà després de la guerra. | » |

L'1 de maig, als 8 dies de permanència en el búnquer, Magda va adormir als seus fills amb somnífers, després els va proporcionar verí. Algunes versions es contradiuen entre si, algunes diuen que els nens van morir perquè els van donar verí encobert a xocolates, una altra versió indica que va ser una injecció que la van fer passar per vacuna i la més fiable, anteriorment descrita, és la que indica que els va obligar a prendre un somnífer dient-los que es tractava de medicina i, després d'adormir-se, els va introduir a cada un una càpsula de cianur a la boca.
Després de matar els seus fills, Magda va plorar molt i va jugar al "solitari" en una taula, totalment deprimida. Després es va suïcidar al costat del seu marit. Algunes versions diuen que es van disparar mútuament, altres que només que Goebbels es va disparar mentre que Magda es va enverinar. El cert és que els seus cossos van ser cremats per evitar ser exhibits com a trofeu. Els cadàvers del matrimoni Goebbels, incloent els seus nens, van ser descoberts pels russos, aquests els embalaren i se'ls emportaren.
Les seves restes van ser enterrades en els jardins del quarter general del KGB a Magdeburg el 1946. Més tard, Iuri Andrópov, president del KGB, va ordenar cremar per complet i destruir definitivament les restes dels Goebbels, dels seus fills, de Hitler i d'Eva Braun. Les seves cendres van ser llançades al riu Elba